# Lower Manhattan Development Corporation

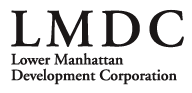
Logo de la Lower Manhattan Development Corporation

La Lower Manhattan Development Corporation (Corporation pour le développement de Lower Manhattan) ou LMDC est un organisme qui a été mis en place consécutivement aux attentats du 11 septembre 2001 afin de reconstruire le quartier de Lower Manhattan, et en particulier le site du World Trade Center. La LMDC a été mise en place par George E. Pataki et Rudolph Giuliani, respectivement sénateur de l'État de New York et maire de New York au moment des attentats. En 2006, Eliot Spitzer, successeur de Pataki a mis en avant l'échec total de la LMDC dans sa mission, notamment en raison d'une mauvaise gestion des fonds.